# Óscar Estupiñán
Óscar Eduardo Estupiñán Vallesilla (Cali, 29 dicembre 1996) è un calciatore colombiano, attaccante del Juárez.

## Carriera

### Club
Cresciuto nelle giovanili del Once Caldas, ha debuttato il 16 maggio 2015, nel corso del match pareggiato 2-2 contro l'Uniautónoma. Il 28 gennaio 2019 passa in prestito al Barcelona SC. Il 29 luglio 2019, poco dopo il rientro al Vitória Guimarães, passa in prestito al Denizlispor con un contratto fino al 30 giugno 2020. Il 13 luglio 2022 dopo essersi svincolato dal Vitória Guimarães firma un triennale con l'Hull City.

### Nazionale
Esordisce con la nazionale maggiore il 5 giugno 2022, nell'amichevole vinta 1-0 contro l'Arabia Saudita.

## Statistiche

### Presenze e reti nei club
Statistiche aggiornate al 28 ottobre 2024.
| Stagione                 | Squadra                  | Campionato               | Campionato | Campionato | Coppe nazionali | Coppe nazionali | Coppe nazionali | Coppe continentali | Coppe continentali | Coppe continentali | Altre coppe | Altre coppe | Altre coppe | Totale | Totale |
| Stagione                 | Squadra                  | Comp                     | Pres       | Reti       | Comp            | Pres            | Reti            | Comp               | Pres               | Reti               | Comp        | Pres        | Reti        | Pres   | Reti   |
| ------------------------ | ------------------------ | ------------------------ | ---------- | ---------- | --------------- | --------------- | --------------- | ------------------ | ------------------ | ------------------ | ----------- | ----------- | ----------- | ------ | ------ |
| 2014                     | Once Caldas              | A                        | 0          | 0          | CC              | 1               | 0               |                    | -                  | -                  |             | -           | -           | 1      | 0      |
| 2015                     | Once Caldas              | A                        | 10         | 1          | CC              | 3               | 1               |                    | -                  | -                  |             | -           | -           | 13     | 2      |
| 2016                     | Once Caldas              | A                        | 34         | 13         | CC              | 3               | 0               |                    | -                  | -                  |             | -           | -           | 37     | 13     |
| gen.-lug. 2017           | Once Caldas              | A                        | 14         | 4          | CC              | 4               | 0               |                    | -                  | -                  |             | -           | -           | 18     | 4      |
| Totale Once Caldas       | Totale Once Caldas       | Totale Once Caldas       | 58         | 18         |                 | 11              | 1               |                    | -                  | -                  |             | -           | -           | 69     | 19     |
| 2017-2018                | Vitória Guimarães        | PL                       | 10         | 1          | TdP+TdL         | 0+1             | 0+0             | UEL                | 2                  | 0                  | ST          | 1           | 0           | 14     | 1      |
| 2018-gen. 2019           | Vitória Guimarães        | PL                       | 4          | 0          | TdP+TdL         | 4+0             | 2+0             | -                  | -                  | -                  |             | -           | -           | 8      | 2      |
| gen.-lug. 2019           | Barcelona SC             | A                        | 9          | 5          | CE              | 2               | 0               | CL                 | 2                  | 0                  | -           | -           | -           | 13     | 5      |
| 2019-2020                | Denizlispor              | SL                       | 28         | 7          | TK              | 5               | 7               | -                  | -                  | -                  | -           | -           | -           | 33     | 14     |
| 2020-2021                | Vitória Guimarães        | PL                       | 23         | 8          | TdP+TdL         | 0+1             | 0+1             | -                  | -                  | -                  | -           | -           | -           | 24     | 9      |
| 2021-2022                | Vitória Guimarães        | PL                       | 28         | 15         | TdP+TdL         | 4+1             | 1+0             | -                  | -                  | -                  | -           | -           | -           | 33     | 16     |
| Totale Vitoria Guimaraes | Totale Vitoria Guimaraes | Totale Vitoria Guimaraes | 65         | 24         |                 | 11              | 4               |                    | 2                  | 0                  |             | 1           | 0           | 89     | 28     |
| 2022-2023                | Hull City                | FLC                      | 35         | 13         | FACup+CdL       | 1+1             | 0+0             | -                  | -                  | -                  | -           | -           | -           | 37     | 13     |
| ago. 2023                | Hull City                | FLC                      | 4          | 0          | FACup+CdL       | 1+0             | 1+0             | -                  | -                  | -                  | -           | -           | -           | 5      | 1      |
| 2023-feb. 2024           | Metz                     | L1                       | 6          | 0          | -               | -               | -               | -                  | -                  | -                  | -           | -           | -           | 0      | 0      |
| feb.-lug. 2024           | Bahia                    | PD/BA+A                  | 4+11       | 3+3        | CB              | 3               | 1               | -                  | -                  | -                  | CdN         | 3           | 1           | 21     | 8      |
| ago. 2024                | Hull City                | FLC                      | 2          | 1          | FACup+CdL       | 0+1             | 0+0             | -                  | -                  | -                  | -           | -           | -           | 3      | 1      |
| Totale Hull City         | Totale Hull City         | Totale Hull City         | 41         | 14         |                 | 4               | 1               |                    | 0                  | 0                  |             | 0           | 0           | 45     | 15     |
| 2024-2025                | Juárez                   | PD                       | 8          | 5          | -               | -               | -               | -                  | -                  | -                  | -           | -           | -           | 8      | 5      |
| Totale carriera          | Totale carriera          | Totale carriera          | 58         | 18         |                 | 11              | 1               |                    | -                  | -                  |             | -           | -           | 69     | 19     |

### Cronologia presenze e reti in nazionale
| Cronologia completa delle presenze e delle reti in nazionale ― Colombia | Cronologia completa delle presenze e delle reti in nazionale ― Colombia | Cronologia completa delle presenze e delle reti in nazionale ― Colombia | Cronologia completa delle presenze e delle reti in nazionale ― Colombia | Cronologia completa delle presenze e delle reti in nazionale ― Colombia | Cronologia completa delle presenze e delle reti in nazionale ― Colombia | Cronologia completa delle presenze e delle reti in nazionale ― Colombia | Cronologia completa delle presenze e delle reti in nazionale ― Colombia |
| Data                                                                    | Città                                                                   | In casa                                                                 | Risultato                                                               | Ospiti                                                                  | Competizione                                                            | Reti                                                                    | Note                                                                    |
| ----------------------------------------------------------------------- | ----------------------------------------------------------------------- | ----------------------------------------------------------------------- | ----------------------------------------------------------------------- | ----------------------------------------------------------------------- | ----------------------------------------------------------------------- | ----------------------------------------------------------------------- | ----------------------------------------------------------------------- |
| 5-6-2022                                                                | Murcia                                                                  | Arabia Saudita                                                          | 0 – 1                                                                   | Colombia                                                                | Amichevole                                                              | -                                                                       | 78’                                                                     |
| Totale                                                                  |                                                                         | Presenze                                                                | 1                                                                       |                                                                         | Reti                                                                    | 0                                                                       |                                                                         |